# 第一軍團 (德意志帝國)
第1集团军（德語：1. Armee / Armeeoberkommando 1 / A.O.K. 1）是第一次世界大战中德国陆军的一个集团军级司令部。它于1914年8月从第8集团军监察局动员后组建。第1集团军于1915年9月17日解散，但于1916年7月19日在索姆河战役期间进行重组。最终于1919年战后复员期间解散。